# Olga Rypakova
Olga Sergejevna Rypakova (ryska: Ольга Сергеевна Рыпакова), född Aleksejeva den 30 november 1984 i Öskemen (dåvarande Ust-Kamenogorsk), är en friidrottare från Kazakstan som tävlar i tresteg, längdhopp och mångkamp.
Rypakovas första mästerskap var Junior-VM 2000 där hon i längdhopp slutade på 23:e plats. 
2001 tävlade hon i sjukamp i Ungdoms-VM och slutade på en 4:e plats. Ett år senare, 2002, vann hon silver i sjukamp i Junior-VM.
Hon deltog vid VM i Osaka 2007 där hon slutade elva i tresteg. Vid inomhus-VM 2008 blev hon fyra i tresteg efter ett hopp på 14,58. Vid inomhus-VM 2010 satte hon asiatiskt rekord med 15,14 meter, ett resultat som räckte till seger i tävlingen.
Vid Olympiska sommarspelen 2008 i Peking deltog hon i både längdhopp och tresteg. I längdhoppet tog hon sig inte vidare till finalen. Däremot blev hon fyra i tresteg. Hennes längsta hopp som mätte 15,11 var inte bara ett nytt personligt rekord utan även nytt asiatiskt rekord. I finalen erövrade hon en silvermedalj.
Vid kontententalcupen 2010 i Split hoppade hon 15,25 meter i tresteg. Det var inte bara ett nytt personligt rekord utan placerade henne som sjua genom alla tider.

## Personliga rekord
- Längdhopp - 6,85 meter från 2007
- Tresteg - 15,25 meter från 2010